# Cerastis orientalia
Cerastis orientalia là một loài bướm đêm trong họ Noctuidae.